# Championnat de Nouvelle-Zélande de football 1970
Navigation
Saison suivante
La saison 1970 du Championnat de Nouvelle-Zélande de football est la toute première édition du championnat de première division en Nouvelle-Zélande. La NSL (National Soccer League) regroupe huit clubs du pays au sein d'une poule unique, où ils s'affrontent deux fois au cours de la saison, à domicile et à l'extérieur. À la fin de la compétition, pour permettre le passage du championnat de 8 à 10 clubs, il n'y a pas de relégation et les deux meilleurs clubs des ligues régionales sont promues parmi l'élite. 
C'est Blockhouse Bay, une équipe d'Auckland, qui remporte la compétition après avoir terminé en tête du classement final, à égalité de points mais un meilleur goal-average que le club d'Eastern Suburbs AFC. Christchurch United AFC termine sur le podium à deux points du duo de tête. C'est le premier titre de champion de Nouvelle-Zélande de l'histoire du club, qui réussit même le doublé, grâce à sa victoire en finale de la Coupe de Nouvelle-Zélande face à Eastern Suburbs.

## Les clubs participants
| - Blockhouse Bay - Christchurch United AFC - Eastern Suburbs AFC - Stop Out | - Gisborne City AFC - Western Suburbs SC - Mount Wellington AFC - Hungaria |

## Compétition

### Classement
Le barème utilisé pour établir le classement est le suivant :
- Victoire : 2 points
- Match nul : 1 point
- Défaite : 0 point

| Rang | Équipe                  | Pts | J  | G  | N | P  | Bp | Bc | Diff |
| ---- | ----------------------- | --- | -- | -- | - | -- | -- | -- | ---- |
| 1    | Blockhouse Bay (C)      | 22  | 14 | 10 | 2 | 2  | 40 | 16 | +24  |
| 2    | Eastern Suburbs AFC     | 22  | 14 | 10 | 2 | 2  | 33 | 17 | +16  |
| 3    | Christchurch United AFC | 20  | 14 | 9  | 2 | 3  | 40 | 26 | +14  |
| 4    | Mount Wellington AFC    | 17  | 14 | 7  | 3 | 4  | 35 | 33 | +2   |
| 5    | Stop Out                | 10  | 14 | 4  | 2 | 8  | 25 | 38 | -13  |
| 6    | Gisborne City AFC       | 9   | 14 | 3  | 3 | 8  | 22 | 31 | -9   |
| 7    | Hungaria                | 9   | 14 | 3  | 3 | 8  | 24 | 36 | -12  |
| 8    | Western Suburbs SC      | 3   | 14 | 1  | 1 | 12 | 18 | 40 | -22  |

|  | Champion de Nouvelle-Zélande 1970               |
|  | (C) : Vainqueur de la Coupe de Nouvelle-Zélande |

### Matchs
| Résultats (▼dom., ►ext.) | Blo | Chr | Eas | Gis | Hun | Uni | Sto | WSu |
| Blockhouse Bay           |     | 0-0 | 2-1 | 3-0 | 3-0 | 4-0 | 3-1 | 5-1 |
| Christchurch United AFC  | 1-4 |     | 1-2 | 6-2 | 3-1 | 5-3 | 4-0 | 2-1 |
| Eastern Suburbs AFC      | 2-1 | 2-3 |     | 3-2 | 3-1 | 2-2 | 3-0 | 2-1 |
| Gisborne City AFC        | 3-4 | 1-3 | 1-1 |     | 4-1 | 0-3 | 4-1 | 0-1 |
| Hungaria                 | 2-1 | 3-3 | 1-2 | 1-1 |     | 2-6 | 4-0 | 2-2 |
| Mount Wellington AFC     | 3-3 | 4-2 | 1-4 | 3-1 | 3-2 |     | 1-4 | 3-2 |
| Stop Out                 | 2-4 | 1-2 | 0-4 | 1-1 | 3-1 | 2-2 |     | 5-3 |
| Western Suburbs SC       | 0-3 | 2-5 | 1-2 | 0-2 | 2-3 | 0-1 | 2-5 |     |

## Bilan de la saison
| Championnat de Nouvelle-Zélande de football 1970                             |                            |
| Champion                                                                     | Blockhouse Bay (1er titre) |
| Coupes et trophées                                                           |                            |
| Vainqueur de la Coupe de Nouvelle-Zélande 1970                               | Blockhouse Bay             |
| Promotions et relégations                                                    |                            |
| Promus en Championnat de Nouvelle-Zélande de football                        | Caversham AFC              |
| Promus en Championnat de Nouvelle-Zélande de football                        | Mount Albert-Ponsonby AFC  |
| Relégués en Championnat de Nouvelle-Zélande de football de deuxième division | Aucun                      |